# Marlene Sinnig
Marlene Sinnig (* 11. Dezember 1984 in Rostock) ist eine deutsche Ruderin.

## Karriere
Marlene Sinnig begann ihre sportliche Laufbahn beim ORC Rostock und wechselte später zum Crefelder RC, sie ist in der Sportfördergruppe der Bundeswehr.
2002 war sie mit dem deutschen Achter Zweite bei den Junioren-Weltmeisterschaften. 2003 folgte die Silbermedaille im Vierer ohne Steuerfrau bei der U23-Weltregatta. 2005 nahm sie mit dem deutschen Team Frauenachter am Ruder-Weltcup teil und belegte bei den Weltmeisterschaften den sechsten Platz. 2006 gewann sie mit dem Achter den Weltcup in München, bei den Weltmeisterschaften in Eton trat sie mit dem ungesteuerten Vierer an und belegte den sechsten Platz. 2007 kehrte sie in den Achter zurück und belegte den fünften Platz bei der Weltmeisterschaftsregatta; bei den Europameisterschaften 2007 gewann sie mit dem Achter die Silbermedaille. Die olympische Saison 2008 begann sie im Achter, wurde aber letztlich nicht für die Olympischen Spiele nominiert.
Seit 2009 rudert Marlene Sinnig gemeinsam mit Kerstin Hartmann im Zweier ohne Steuerfrau, die beiden gewannen von 2009 bis 2011 auch den deutschen Meistertitel. International belegten die beiden den vierten Platz bei den Weltmeisterschaften 2009, gewannen Silber bei den Europameisterschaften 2010 und belegten den sechsten Platz bei den Weltmeisterschaften 2010. 2011 verpassten die beiden das A-Finale bei den Weltmeisterschaften 2011 und als Zehntplatzierte auch die direkte Olympiaqualifikation für 2012. Diese holten die beiden am 22. Mai 2012 mit einem Sieg bei der Qualifikationsregatta in Luzern nach. Bei der olympischen Regatta auf dem Dorney Lake belegten Hartmann und Sinnig den sechsten Platz.
Ein Jahr später, bei den Ruder-Weltmeisterschaften 2013 in Chungju belegten sie den achten Platz, bei den Ruder-Europameisterschaften 2013 in Sevilla belegten sie den zweiten Platz.